# Andrej Babiš mladší
Andrej Babiš mladší (* 1983 Bratislava, Československo) je bývalý pilot dopravních letadel, syn bývalého českého premiéra Andreje Babiše a jeho první manželky Beaty. Má slovenské a švýcarské občanství a žije v Ženevě. Ve veřejnou známost vešel v roce 2018 v souvislosti se svou rolí v kauze Čapí hnízdo, ve které soudy uznaly, že se žádného trestného činu nedopustil.

## Život
Andrej Babiš mladší se narodil roku 1983 v Bratislavě Beatě Babišové (rozené Adamovičové) a jejímu choti Andreji Babišovi, čtyři roky po své sestře Adrianě. Otec v té době působil v manažerské funkci podniku zahraničního obchodu Petrimex, v roce 1985 byl vyslán do Maroka jako československý obchodní delegát zastupující desítku podniků, kam přesídlil i s rodinou. Zpět do Bratislavy se vrátili v roce 1991. V roce 1994 se otec seznámil se sekretářkou Monikou Herodesovou, podle jejíhož vyjádření se pak dlouhou dobu rozváděl s matkou Babiše mladšího Beatou.
V roce 2016 si Andrej Babiš mladší pořídil rodinný dům na pražském předměstí Ďáblice. K listopadu 2018 však pobýval v Ženevě ve Švýcarsku se svou matkou. Podle tvrzení Babiše staršího jeho syn ve Švýcarsku studoval a nikdy nebyl českým občanem. Sám Babiš mladší v rozhovoru pro Seznam Zprávy v listopadu 2018 uvedl, že má švýcarské občanství.
Většinu života se věnoval letectví. Podle Úřadu pro civilní letectví měl od 5. října 2011 do 30. dubna 2015 platnou pilotní licenci jako druhý pilot pro dopravní letadla typu Boeing 737. Nejpozději v roce 2015 pracoval u společnosti Travel Service. Zaškoloval se i pro samostatnou licenci pro letouny typu Boeing 737. Podle bulvárního deníku Aha! z roku 2016 měl dostat od Travel Service výpověď.

## Kauza Čapí hnízdo

### 2007–2014
Andrej Babiš mladší byl jednou z osob vyšetřovaných, resp. trestně stíhaných, v tzv. kauze Čapí hnízdo. Do této kauzy byl zapojen nejpozději od konce roku 2007. V tom roce společnost ZZN AGRO Pelhřimov, která vlastnila farmu Čapí hnízdo, spadala pod holding Agrofert a v jejímž předsednictvu byl i Jaroslav Faltýnek, vydala akcie na doručitele (jméno vlastníka nebylo zapsáno do žádného rejstříku a majetková struktura tak nebyla zřejmá), z nichž čtvrtinu měl získat Andrej Babiš mladší. Další čtvrtinu měla obdržet jeho sestra Adriana Bobeková a zbylou polovinu současná manželka jejich otce Monika Babišová. Dne 16. února 2008 pak měl spolu s ostatními dvěma spoluvlastníky podepsat transakci, jíž se novým spolumajitelem měl stát bratr Moniky Babišové Martin Herodes, který pak převzal celý podíl své sestry a po jedné pětině z podílů Babiše mladšího a Adriany Bobekové. V únoru 2008 také firma poprvé požádala o dotace a získala celkem 54 milionů korun. Když v roce 2014 vypršela pětiletá lhůta pro kontrolu plnění podmínek dotace, společnost se prostřednictvím firmy Imoba a jejího jediného vlastníka SynBiol vrátila do holdingu Agrofert.

### 2015–2017
Kvůli podezření z dotačního podvodu začala Andreje Babiše mladšího a další osoby včetně jeho otce vyšetřovat a později stíhat Policie ČR. S vyšetřováním začala v prosinci 2015, kdy byli vlastníci Čapího hnízda ještě neznámí a Andrej Babiš starší o vlastnictví nevypovídal. V březnu 2016 se případem začal zabývat také Evropský úřad pro boj proti podvodům (OLAF) a Babiš starší poprvé na půdě Poslanecké sněmovny zveřejnil, že vlastníky byli v době úspěšné žádosti o dotaci v roce 2008 jeho děti a bratr jeho manželky.
Mezitím v červenci 2015 (kdy týdeník Euro upozornil na údajný dotační podvod s účastí Andreje Babiše mladšího, a to dva měsíce před podáním trestního oznámení v kauze Čapí hnízdo) propukla u Babiše mladšího podle některých informací, včetně tvrzení jeho otce, duševní nemoc. Dle jeho vlastního pozdějšího vyjádření, učiněného v Ženevě, si dne 17. července 2015 v autě na dálnici D1 „z policistů udělal legraci“. Podle usnesení Okresního soudu v Havlíčkově Brodě ze dne 21. července téhož roku, které v listopadu 2018 publikoval justiční aktivista Tomáš Pecina, byl přivezen v poutech do psychiatrické nemocnice v Havlíčkově Brodě, protože se choval nepřiměřeně, neklidně a agresivně. Podle vyšetřujícího psychiatra citovaného v usnesení byl „zcela zahlcen chorobnými prožitky, jako jsou halucinace a bludy“. Na žádost rodiny, resp. konkrétně Andreje Babiše staršího, byl pak převezen do Národního ústavu duševního zdraví (NÚDZ) v Klecanech u Prahy. Tam byla od roku 2015 na pětinový úvazek zaměstnaná psychiatrička Dita Protopopová a Babiš mladší se stal jejím pacientem. V únoru 2016 se Protopopová stala také poradkyní pro zdravotnictví Andreje Babiše staršího coby ministra financí a od konce roku 2017 pak poradkyní ministra zdravotnictví. V říjnu 2017 neúspěšně kandidovala za hnutí ANO 2011 ve volbách do Poslanecké sněmovny. O rok později byla kandidátkou ANO 211 ve volbách do zastupitelstva na Praze 8.
Na podzim 2015 se pečovatelem Andreje Babiše mladšího stal na návrh lékařky Protopopové její ruský manžel Petr Protopopov, obchodník s jízdními koly, podle vlastních slov následně zaměstnaný u firmy Agrofert. Na jaře 2016 s ním cestoval do ruské enklávy Kaliningradu, v roce 2017 pak byli podle vízových možností dlouhodoběji na Ruskem okupovaném území na Krymu a na Ukrajině. Protopopov tvrdil, že Babišovi mladšímu na Krymu našel přítelkyni a po hádce tam oba zanechal. Konkrétně ve městě Kryvyj Rih na Ukrajině a na Krymu.
V říjnu 2017 Poslanecká sněmovna vydala Babiše staršího trestnímu stíhání. Mezi dalšími 11 obviněnými byli i Babiš mladší a jeho sestra Adriana Bobeková rozená Babišová. Ještě před zahájením vlastního stíhání byli oba policií předvoláni k podání vysvětlení, oba však byli svými právními zástupci omluveni s odvoláním na zdravotní stav, dlouhodobě až trvale vylučující účast v trestním řízení. K omluvě Babiše mladšího byla přiložena lékařská zpráva, kterou vypracovala Dita Protopopová. Vyšetřovatelé však omluvě neuvěřili, považovali ji za „účelovou a obstrukční“, a již do usnesení o zahájení trestního stíhání uvedli domněnku, že se Babiš mladší a Bobeková snaží vyhnout vyšetřování. Podle oficiálního prohlášení Národního ústavu duševního zdraví však psychiatrička Protopopová ve své zprávě z formálního hlediska nepochybila.[zdroj⁠?!] Bobeková byla později nezávislým znalcem uznána za osobu způsobilou účastnit se trestního řízení. Zdravotní stav Andreje Babiše mladšího byl posouzen v roce 2021.

### 2018
Počátkem ledna 2018 Babiš mladší napsal ze svého telefonu e-mail české policii, podle kterého údajně byl unesen na Ukrajinu. Uvedl také, že se zdržuje u ukrajinské přítelkyně, že jej čeká „nedobrovolný psychiatrický zákrok“ a že důvodem jeho pobytu bylo, že jeho otec potřeboval, aby zmizel po dobu kauzy Čapí hnízdo. Policie věc vyšetřovala, ale spokojila se s tím, že jej Protopopov přivezl na Slovensko za jeho matkou a ta se s ním a aktuálním vydáním jedněch novin vyfotografovala. Pak Babiš junior a jeho matka odcestovali do švýcarské Ženevy, kde nadále pobývali. Ani do listopadu 2018 policie Babiše mladšího nevyslechla. Státní zástupce Jaroslav Šaroch kvůli veškerým průtahům prodloužil dobu pro vyšetřování kauzy Čapí hnízdo až do konce roku 2018.
Na podzim 2018 Andreje Babiše mladšího v Ženevě vypátrali reportéři TV Seznam Sabina Slonková a Jiří Kubík. Novinářům otevřela dveře do bytu matka Babiše mladšího, jíž se představili. Když přišel Babiš mladší, vyptávali se ho na okolnosti jeho pobytu na Ukrajině a na Krymu v roce 2015. Jeho výpověď natočili kamerou ukrytou v brýlích a následně byla odvysílána 13. listopadu 2018 v pořadu Zvláštní vyšetřování formou „dokumentární detektivky“. Záznam pátrání novinářů po bydlišti matky a syna včetně získání kódu pro proniknutí do domu byl odvysílán den předtím, 12. listopadu. Babiš mladší mimo jiné prohlásil, že si pamatuje, že k objektu Čapí hnízdo něco podepisoval, nevěděl však vůbec co, dále že na Ukrajině pobýval nedobrovolně, a také že mu lékařka Protopopová dala na výběr mezi hospitalizací a „prázdninami“. O Protopopovi pak tvrdil, že jej jako pečovatel „psychicky týral“ a že se Protopopova bojí.
Petr Protopopov samotný byl Slonkovou a Kubíkem rovněž vyhledán, a to v Praze, odmítl však s nimi mluvit. V jiném rozhovoru pro deník Právo později Protopopov uvedl, že Babiš mladší je „nemocný“ a „mnohokrát jsem si vyslechl, že zabije mě, že zabije tátu, že zabije sebe“. Psychiatr Martin Anders na dotaz serveru iDNES.cz uvedl, že mezi příznaky schizofrenie patří paranoia a pocity ohrožení. Naopak psychiatrička Džamila Stehlíková se v rozhovoru pro Seznam Zprávy domnívala, že cesta na Krym mohla ohrozit zdraví Andreje Babiše mladšího a podle ní měl mít možnost veřejně promluvit. Podle vyjádření samotného Babiše mladšího z reportáže Seznam Zpráv „nyní bere léky a má lepší lékaře“.
Svoji výpověď z Ženevy o kauze Čapí hnízdo i cestě na Krym Babiš mladší opakoval v několika následujících e-mailech, které novinářům Slonkové a Kubíkovi poslal. Výroky svého otce označil za „lež“ a projevil ochotu vypovídat na policii. Současně prohlásil, že „otec začíná tlačit na mou matku“. Syna poté ve Švýcarsku navštívil dle vlastních slov jeho otec a Andrej Babiš mladší se následně zcela odmlčel.
Otec Andreje Babiše mladšího opakovaně odmítl, že by synova cesta na východ byla únosem. Odmítl rovněž prvotní výtky či spekulace, že by jeho tamní pobyt mohl být bezpečnostním rizikem vzhledem k údajnému působení ruských tajných služeb. Spekulace zaznívaly buď v tom smyslu, že by mohl být premiér Babiš prostřednictvím syna vydíratelný, nebo naopak by mu mohly „pomáhat“ s kauzou Čapí hnízdo. Např. podle politologa Jiřího Peheho či generála Petra Pavla bylo prakticky nemožné, aby si vycestování premiérova syna nevšimly a nemonitorovaly ho ruské tajné služby, stejně tak, aby si toho nevšimly služby ukrajinské. Předseda sněmovní komise pro kontrolu Bezpečnostní informační služby (BIS) Pavel Bělobrádek po jednání komise 22. listopadu 2018 uvedl, že BIS nemá informace o vlivu cizích zpravodajských služeb na kauzu Andreje Babiše mladšího. České tajné služby podle informací Respektu prošetřovaly i ukrajinskou ženu, s níž Protopopov Babiše zanechal.
Andrej Babiš starší 22. listopadu pro Blesk uvedl, že kvůli údajnému porušení švýcarských zákonů při rozhovoru Slonkové a Kubíka v Ženevě podal advokát matky a syna Babišových u hlavního švýcarského prokurátora trestní oznámení na oba novináře. Vyplývá to také z prohlášení švýcarského advokáta Alexandra de Senarclens, který zastupuje bývalou manželku premiéra Babiše a jejího syna od června 2018. Advokát uvedl, že zabránil druhému rozhovoru Slonkové a Kubíka s Andrejem Babišem mladším, o který se tito novináři pokoušeli. Samotná Beatrice Babišová v rozhovoru zveřejněném serverem Lidovky.cz dne 23. listopadu 2018 uvedla, že její syn „určitě nebyl unesen“ a „jeho nemoc v tomto stádiu neumožňuje jasně odpovídat na otázky“. Reportéři ale dodnes[kdy?] nebyli z ničeho obviněni. Před zveřejněním reportáže si nechali udělat právní analýzu, podle níž měl být jejich postup v souladu se zákony.
Ředitel pražské policie Jan Ptáček 16. listopadu 2018 uvedl, že „na základě odvysílané reportáže Televize Seznam zahájila policie úkony v trestním řízení pro podezření ze spáchání trestného činu zavlečení.“ Premiér Babiš v reakci na tuto zprávu novinářům řekl, že takové obvinění odmítá. Podle průzkumu agentury Median pořízeného v nejbližších dnech po odvysílání reportáže celkem 57 % respondentů věřilo, že se Babiš starší snažil o to, aby jeho blízcí nevypovídali na policii, a 54 % věřilo, že z toho důvodu musel Babiš mladší odjet do zahraničí.

### 2019
V září 2019 bylo Městským státním zastupitelstvím v Praze stíhání proti všem obviněným včetně Babiše mladšího zastaveno. Podle zdůvodnění tohoto rozhodnutí farma v době podání žádosti splňovala podmínky dotace, tudíž k žádnému protiprávnímu jednání nedošlo.  Nejvyšší státní zástupce Pavel Zeman, který byl oprávněn rozhodnutí pražských státních zástupců přezkoumat, trestní stíhání v případě Andreje Babiše mladšího již neobnovil. Obnovil je pouze u premiéra Babiše staršího a jedné další osoby. Tím byl z hlediska trestního práva Andrej Babiš mladší v kauze „Čapí hnízdo“ zbaven veškeré viny.

### 2021–2022
V červenci 2021 přijel Andrej Babiš mladší do Česka. Tam 23. srpna 2021 vydal prohlášení, ve kterém se vyjádřil ke svému případu a uvedl, že podle čerstvého názoru zahraničního soudního znalce v oboru psychiatrie je zcela zdráv. Ohlásil úmysl v září vypovídat na policii ve věci svého zavlečení na Krym, jakož i podat trestní oznámení na Národní ústav duševního zdraví a manžele Protopopovy. Kontaktu s otcem se podle svých slov vyhýbá, ale 2. září 2021 ho osobně oslovil v Ústí nad Labem před novináři shromážděnými na zahájení volební kampaně hnutí ANO. Téhož dne oznámil přesná data svých výpovědí na policii ve věcech zavlečení na Krym a kauzy Čapí hnízdo.
V září 2021 získal Andrej Babiš mladší dva znalecké posudky. Podle soudního znaleckého posouzení od vedoucího katedry pedagogiky a aplikovaných disciplín na Univerzitě J. E. Purkyně (UJEP) Slavomila Fischera: "Nebyly zjištěny žádné psychické poruchy nebo onemocnění. Jmenovaný není duševně nemocen, stav je z psychologického hlediska v normě." Psycholožka a politička Džamila Stehlíková, která vypracovala druhý posudek, uvedla: „Z odborného psychiatrického hlediska nejsou v současné době žádné kontraindikace k aktivní účasti výše jmenovaného v trestním řízení a není pochyb o jeho faktické schopnosti účinně se účastnit řízení.“
V lednu 2022 státní zástupce zamítl stížnost Andreje Babiše mladšího na druhé odložení kauzy jeho údajného únosu na Krym. Mělo jít spíše o jeho politické zájmy než o únos, bylo dáno za pravdu policii, že další vyšetřování už nemá smysl a podezření z trestných činů se nepotvrdilo.